# Neobrachychilus consobrinus
Alphomorphus vandykei – gatunek chrząszcza z rodziny kózkowatych i podrodziny zgrzypikowych. Jedyny przedstawiciel rodzaju Neobrachychilus.

## Zasięg występowania
Gatunek ten występuje w Ameryce południowej, notowany w płd. Brazylii (stan Mato Grosso do Sul), Boliwii (departamenty Santa Cruz, i Tarija) oraz w płn. Argentynie (prowincja Salta).